# Polskie Towarzystwo Gospodarcze
Polskie Towarzystwo Gospodarcze (PTG) – stowarzyszenie polskich przedsiębiorców z siedzibą w Brodnicy, działające od 2016. Organizacja skupia zarówno wielkie firmy, jak i mały oraz średni biznes. Od 2024 wchodzi w skład Rady Dialogu Społecznego Prezydenta RP.

## Misja i cele
Towarzystwo, którego celem jest budowanie wspólnoty oraz odpowiedzialny biznes oparty na wartościach, powstało z inicjatywy grupy trzydziestu polskich przedsiębiorców. Statutowym celem Towarzystwa jest reprezentowanie interesów swoich członków, działanie na rzecz polepszenia warunków prowadzenia działalności gospodarczej oraz przywrócenie polskim przedsiębiorcom właściwego im miejsca w życiu gospodarczym i społecznym.

## Działalność

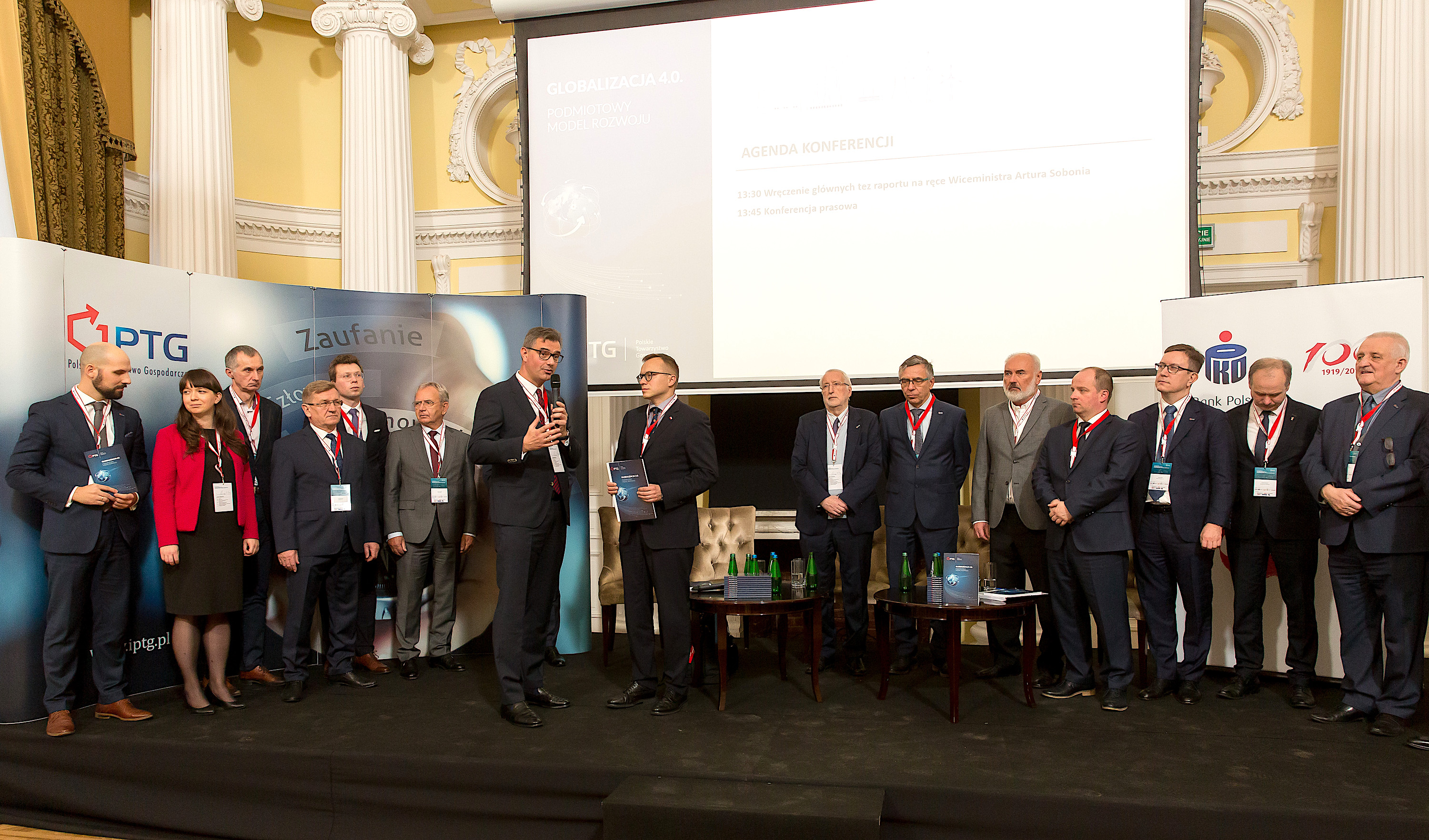
Przekazanie raportu PTG „Globalizacja 4.0. Podmiotowy model rozwoju” na ręce ministra Artura Sobonia (29.11.2019)

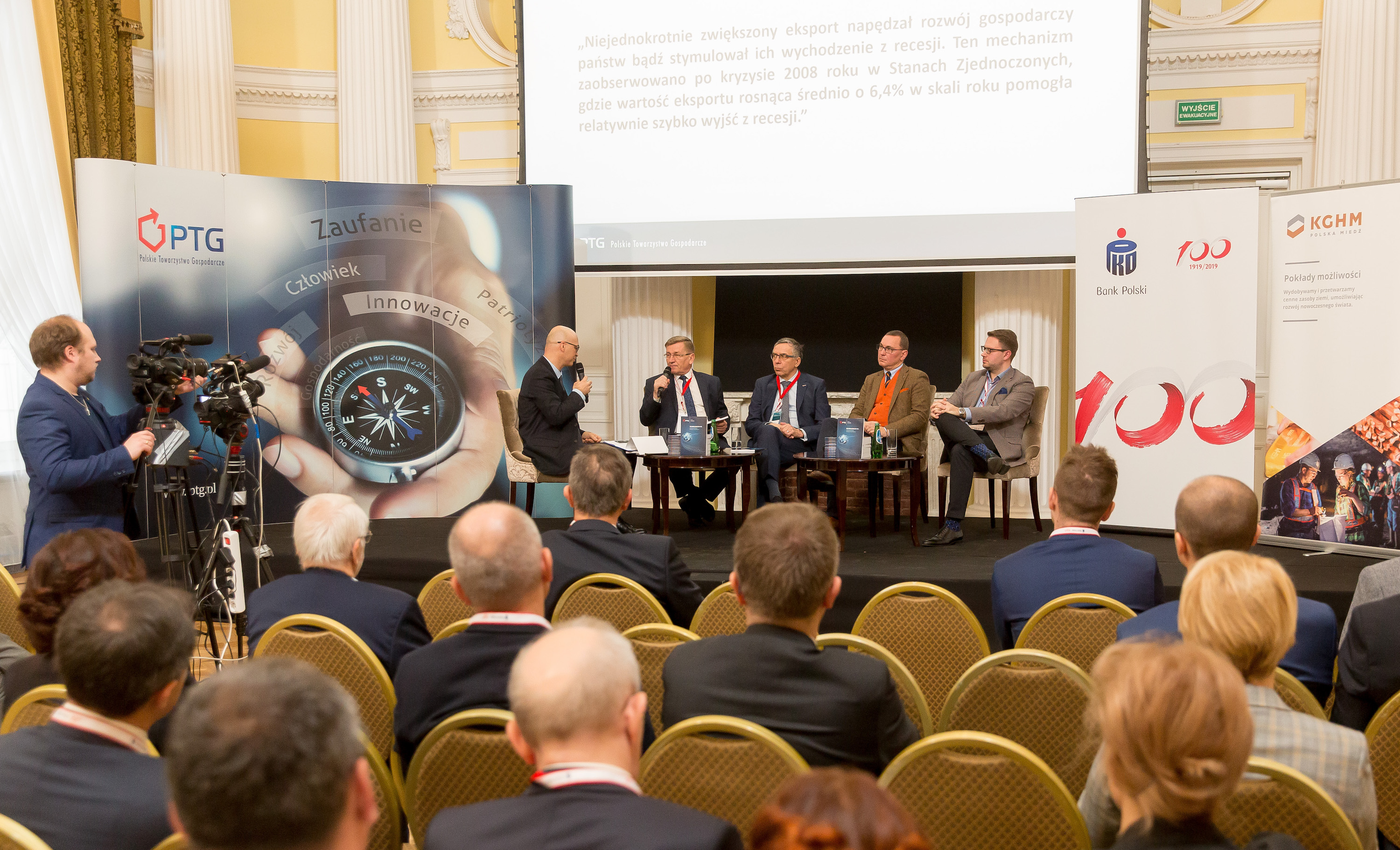
Panel dyskusyjny podczas konferencji Globalizacja 4.0 (2019)

PTG jest organizatorem konferencji poruszających aktualne tematy gospodarcze. W latach 2017–2019 PTG było partnerem merytorycznym szkoleń dla sektora MŚP, których organizatorem był Bank PKO BP. W ramach tych działań eksperci PTG zrealizowali 15 bloków tematycznych dla przedsiębiorców, w 70 lokalizacjach w całej Polsce. Konferencja w 2019 była poświęcona tematowi: „Globalizacja 4.0 – Podmiotowy Model Rozwoju”. Przygotowany raport przedstawiający poruszone tematy wręczono obecnemu na konferencji ministrowi Arturowi Soboniowi.
Od 2016 PTG jest partnerem merytorycznym Kongresu 590, wchodzi w skład rady programowej kongresu i przygotowuje własne panele. PTG jest również członkiem rady przedsiębiorców przy Rzeczniku MŚP oraz Rady Dialogu Społecznego.
W 2018 PTG wydało Praktyczny przewodnik po sukcesji firm rodzinnych.
W 2023 PTG zostało organizatorem Forum Suwerenności Monetarnej, konferencji poświęconej m.in. problemom obrotu gotówkowego w gospodarce, waluty krajowej oraz zagrożeniom monetarnym na przykładzie wojny na Ukrainie. Projekt realizowany jest współpracy z Narodowym Bankiem Polskim w ramach programu edukacji ekonomicznej. 

## Zarząd
Prezesem PTG od początku powstania organizacji jest Tomasz Janik, wiceprezes Decco S.A. Pozostali członkowie zarządu to Konrad Banecki i Katarzyna Kieler.